# Albert Meyong Zé
Albert Meyong (Yaoundé, 19 d'octubre de 1980) és un futbolista camerunés, que ocupa la posició de davanter.

## Trajectòria
Va iniciar la seua carrera a Europa a l'equip italià de la Ravenna Calcio, on va romandre temporada i mitja abans de recalar al Vitória Futebol Clube, de la lliga portuguesa. Allà hi va guanyar la Taça de Portugal del 2005, tot marcant el gol definitiu davant el Benfica.
L'estiu del 2005, signa amb el C.F. Os Belenenses, on qualla una bona temporada, amb 17 gols. A l'any següent marxa al Llevant UE, de la primera divisió espanyola. La temporada 07/08, donada la situació econòmica del conjunt valencià, és cedit a l'Albacete Balompié, tot i que arriba a jugar un encontre amb el Llevant.
Al mercat d'hivern de la temporada 07/08 hi retorna a l'Os Belenenses. En el seu primer encontre, marca un gol de penal davant l'Associação Naval 1º de Maio (2-1). Però, en ser el tercer club amb el qual juga en una mateixa temporada, contrari a les regulacions FIFA, es considera que l'alineació és il·legal i el seu club és sancionat amb la pèrdua de l'encontre més altres tres punts.
El davanter fitxa a l'agost del 2008 per l'Sporting de Braga.